# هم‌زمانی سه‌سطحی

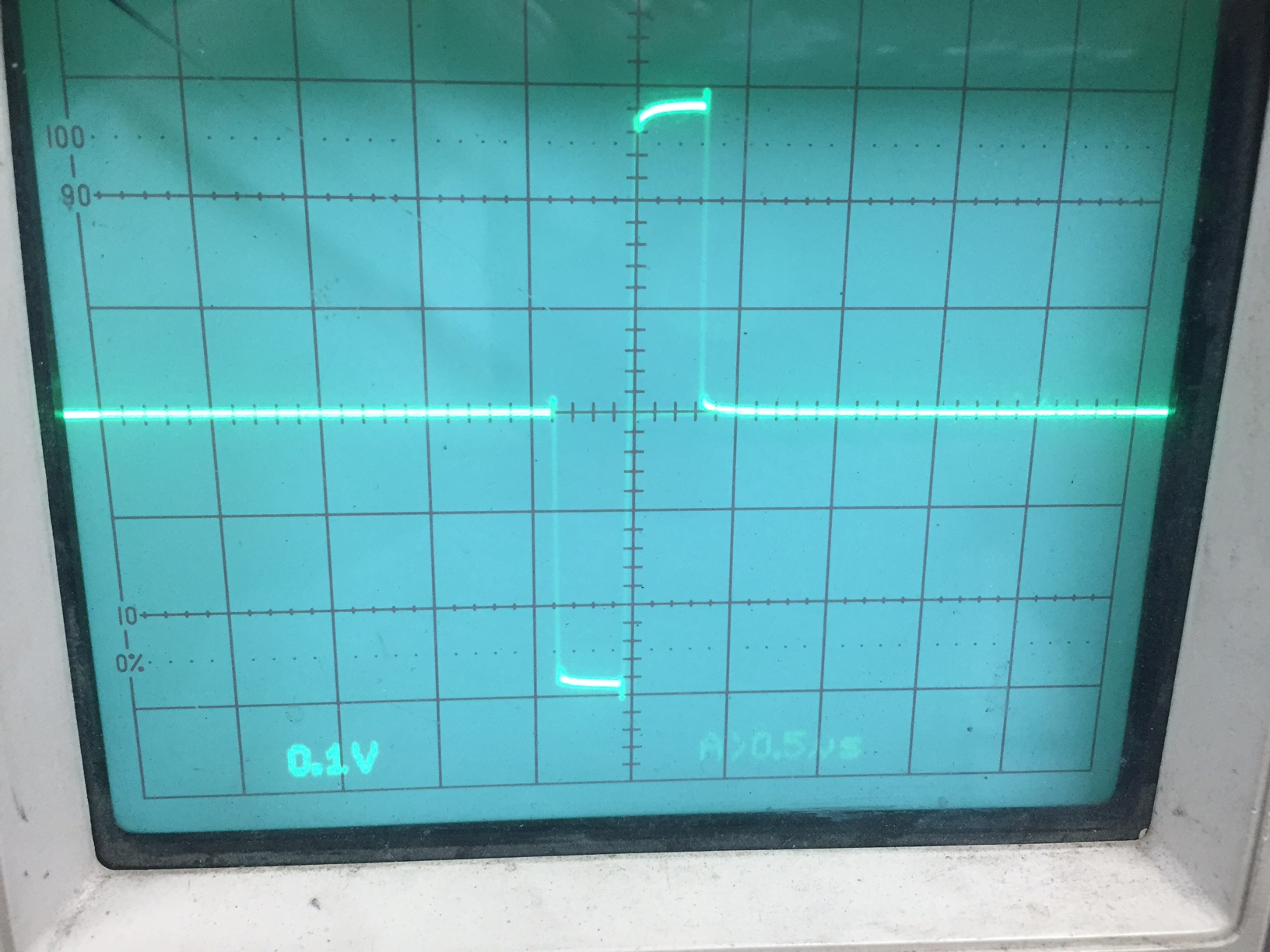
ترسیم اسیلوسکوپ از یک پالس هم‌زمانی سه‌سطحی

هم‌زمانی سه‌سطحی (به انگلیسی: Tri-level sync) یک پالس هم‌زمان‌سازی ویدیوی آنالوگ است که عمدتاً برای قفل‌کردن سیگنال‌های ویدیویی با کیفیت بالا (genlock) استفاده می‌شود.
در محیط‌های HD به سیاه-و-پی‌درپی (دوسطحی) ترجیح داده می‌شود، زیرا به دلیل ماهیت فرکانس بالاتر آن، لغزش زمانی کاهش می‌یابد. همچنین از نداشتن محتوای DC سود می‌برد، زیرا پالس‌ها در هردو قطبی‌دار هستند.

## هم‌زمان‌سازی
زمان‌حقیقی نوین با چندمنبع HD دارای تکه‌های زیادی از تجهیزات هستند که همگی ویدیوهای HD- SDI را خروجی می‌دهند. اگر قرار است این ویدئو باندپایه با هر منبع دیگری ترکیب، سوئیچ یا لوما کلید شود، باید هم‌زمان باشند، یعنی اولین پیکسل خط اول باید هم‌زمان (در عرض چند میکروثانیه) ارسال شود. سپس به سوئیچ‌کننده این امکان را برای برش، ترکیب یا کلید این منابع را با حداقل تأخیر (~۱ خط ویدیوی اچ‌دی (۱۱۲۵×۲۵)/۱ ثانیه برای ویدیوی 50i) می‌دهد. این همگام‌سازی با تأمین هر قطعه از تجهیزات با ورودی سه‌سطحی یا سیاه-و-پی‌درپی انجام می‌شود. سوئیچ‌کنندهای ویدیویی وجود دارند که به منابع هم‌زمان نیاز ندارند، اما با تأخیر بسیار بیشتری کار می‌کنند

## شکل‌موج
تعریف اصلی پالس به شرح زیر است: یک پالس منفی ۳۰۰ میلی ولت با ۴۰ کِلاک نمونه و به دنبال آن یک پالس مثبت ۳۰۰ میلی ولت با طول مدت ۴۰ کلاک نمونه. زمان مجاز اُفت/خیز برای هر یک از گذارها ۴ کلاک نمونه است. این با یک نرخ کلاک ۷۴٫۲۵ مگاهرتز است.